# صادق كاسيلي
صادق كاسيلي Sadik Kaceli (1912 – 2000) هو رسام ألباني.
درس الفن في مدرسة الفنون الجميلة في باريس. وكان واحدا من أشهر رسامي ألبانيا. حصل على لقب فنان الشعب الألباني وميدالية المواطن الفخري من مدينة تيرانا.
وقد سمي أحد شوارع تيرانا باسمه.

## معرض صور

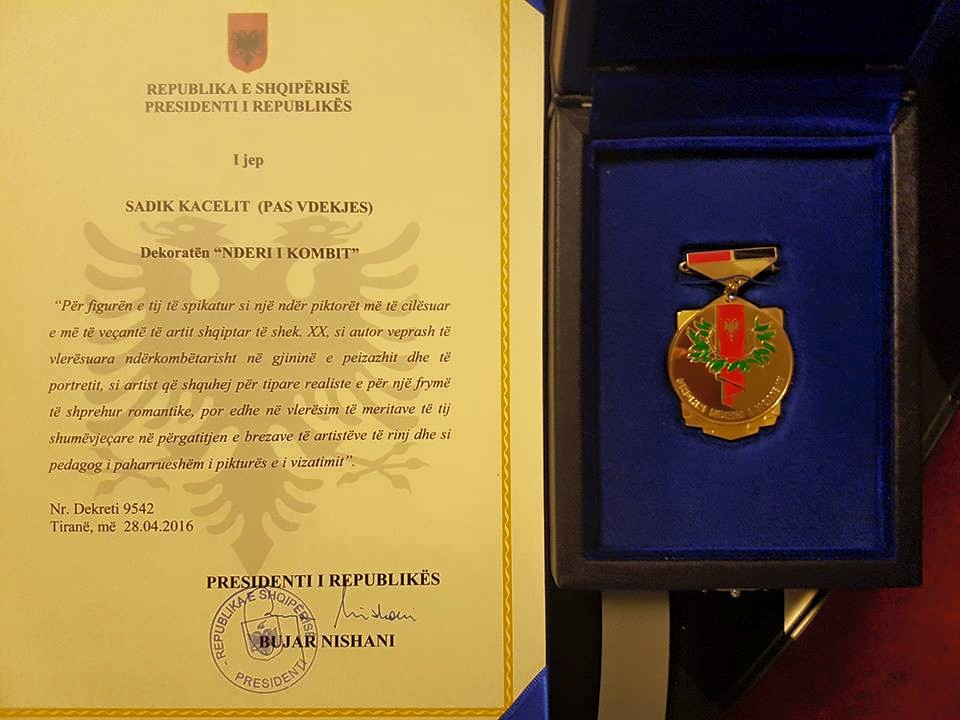
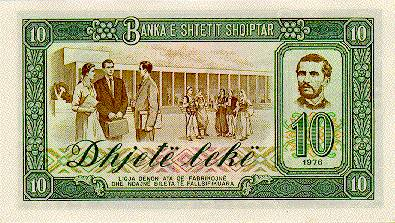